# قيس النوري
قيس النوري هو عالم الانثروبولوجيا البروفيسور قيس نعمة النوري (1929- ) من مواليد محافظة ميسان في جنوب العراق (1929)، درس الاقتصاد أولا في جامعة بغداد ثم مالبث أن غير تخصصه إلى دراسة علم الإنسان بعد أن حصل على زمالة دراسية في الولايات المتحدة في نهاية الخمسينات من القرن الماضي. حصل على شهادة الماجستير عام 1960، والدكتوراه عام 1964، من جامعة ولاية واشنطنجامعة واشنطن. وقد كان عنوان أطروحته :
Conflict and Persistence in the Iraqi Chaldean Acculturation. «الصراع والإصرار في عملية التثاقف بالنسبة للكلدان العراقيين».
عاد إلى العراق وعمل في التدريس بقسم علم الاجتماع في جامعة بغداد، ويعد من طليعة الرعيل الثاني بعد جيل الرواد الكبار في علم الاجتماع في العراق والعالم العربي.
عمل في التدريس الجامعي في جامعة طرابلس (الفاتح حاليا) في النصف الأول من سبعينات القرن العشرين، وفي قسم الانثروبولوجيا جامعة اليرموك الأردنية في مدينة اربد من الفترة (1994-2003).
يمتلك أفقا علميا واسعا وحسا سوسيولوجيا عميقا في رصد وتحليل الظواهر الثقافية في المجتمع واثرها في بناء الشخصية. تناول جوانب ثقافية واجتماعية حساسة ذات أثر في مسيرة التنمية الاجتماعية في العالم العربي مثل: القيم الاجتماعية، الأسرة، الهامش الريفي، آفاق الشخصية المنوالية العربية وغيرها من قضايا الثقافة والشخصية وعلاقتها بالتنمية. وقد كان وفيا في هذا الجانب لأستاذه الدكتور علي الوردي الذي يكن له كل احترام وقد كتب ونشر عنه في أكثر من محفل بالعربية والإنكليزية.
وقد ساعدت النوري مرجعيته العلمية الغزيرة جراء مزاملته وتتلمذه على أيدي أساتذة كبار سواء في بغداد أو في اميركا، كما تساعده عملية إجادته التامة للغة الإنكليزية وميله المستمر للاطلاع على آخر مصادر المعرفة في تخصصه من مراجعها الأصلية ومواكبته المستمرة لما ينشر في الغرب، ساعدت على التأثير ايجابيا في منهجيته في الكتابة واختيار موضوعة البحث وطريقة تناوله.
كما تميزه شخصيته الهادئة التي نأت به باستمرار عن مختلف أشكال التنازع والتخاصم وما تمليه طبيعة المهنة أحيانا وحساسيتها.
ينظر له الكثير من طلبته على انه خليفة للدكتور علي الوردي في مسألة تمكنه من اختصاصه وقدرته على الإقناع والتأثير في طلبته وتحفيزهم على الاطلاع والبحث والمناقشة وطرق الجوانب الخفية والغائبة في ثقافتنا العربية. لكن ظروف الفترة التي عاشها العراق في ظل الحكم الدكتاتوري الصارم جعلته حرمته من الحرية النسبية التي نعم بها سلفه الدكتور علي الوردي والتي أنتج فيها ابرز أعماله التي خلدته.
وهو ما يفسر لربما توجه قيس النوري إلى الدأب المستمر على النشر في ابرز المجلات والدوريات العالمية المتخصصة ومنها: انثروبولوجي توداي Anthropology Today الاميركية، المجلة الدولية لعلم الاجتماع International Social Science Journal ومجلة دراسات العائلة المقارنة Comparative Family Studies الكندية وغيرها. ذلك لما توفره مثل هذه المنابر العالمية من حرية الرأي والتعبير فضلا عن إيصال الصوت وذيوع الشهرة في المحافل العلمية المتخصصة ومواكبة مستجدات العلم.
يعود له ولزملائه الانثروبولوجيين في قسم الاجتماع الفضل في تأسيس فرع الانثروبولوجيا التابع لقسم علم الاجتماع في كلية الاداب جامعة بغداد في عام 1988.
ألف الدكتور قيس النوري 13 كتابا وعشرات البحوث العلمية الرصينة المنشورة في الدوريات العربية والعالمية ومن أهم كتبه:
- طبيعة المجتمع البشري في ضوء الانثروبولوجيا الاجتماعية، 1970.
- الحضارة والشخصية، 1981.
- النظريات الاجتماعية (تأليف بالاشتراك مع د. عبد المنعم الحسني)
- مدخل إلى علم الإنسان (الانثروبولوجيا)، 1982.
- الشخصية العربية، 2002.
- الاسرة مشروعا تنمويا، 1994.
- الإنسان والبيئة.
كان يعمل استاذا للانثروبولوجيا في جامعة بغداد.
- لقبته جريدة الجمهورية البغدادية بهذا اللقب بعد لقاء فكري اجري معه في بداية التسعينات من القرن الماضي.

عن مجلة علوم إنسانية.

## الوفاة
توفي قيس النوري في يوم 2 أيلول 2015 عن عمر ناهز ال85 سنة.

## وصلات خارجية
- قيس النوري على موقع أرشيف الشارخ.